# Papunaua
Papunaua är en corregimientos departamentale i Colombia.   Den ligger i departementet Vaupés, i den sydöstra delen av landet, 500 km sydost om huvudstaden Bogotá. Antalet invånare är 879.